# Илава (Словачка)
Илава (слч. Ilava, мађ. Illava) град је у Словачкој, у оквиру Тренчинског краја, где је седиште истоименог округа Илава.

## Географија
Илава је смештена у западном делу државе, близу државне границе са Чешком - 10 километара северозападно. Главни град државе, Братислава, налази се 150 km југозападно од града.
Рељеф: Илава се развила у Илавској долини у оквиру Поважја (области око реке Вах). Непосредно окружење града је долинско подручје, док западно од града издижу се Бели Карпати, а источно Стражовски врхови. Надморска висина граде је око 250 метара.
Клима: Клима у Илави је умерено континентална.
Воде: Непосредно западно од Илаве протиче највећа словачка река Вах. Поред тога, кроз сам град протичу и два мања потока.

## Историја
Људска насеља на простору Илаве везују се још за праисторију. Насеље под данашњим именом први пут се спомиње у годинама 1332/1337. Вековима је насеље било познато по замку, који је 1693. године претворен у манастир, а 1856. у затвор.
Крајем 1918. године. Илава је постала део новоосноване Чехословачке. У време комунизма град је индустријализован, па је дошло до повећања становништва. После осамостаљења Словачке град је постао општинско средиште, али је дошло и до проблема везаних за преструктурирање привреде.

## Становништво
| Година:    | 1994. | 2004.   | 2014.   | 2024.   |
| ---------- | ----- | ------- | ------- | ------- |
| Број људи: | 5472  | 5451    | 5479    | 5522    |
| Разлика:   |       | -0,38 % | +0,51 % | +0,78 % |

| Година:    | 2023. | 2024.   |
| ---------- | ----- | ------- |
| Број људи: | 5558  | 5522    |
| Разлика:   |       | -0,64 % |

Данас Илава има нешто око 5.500 становника и последњих година број становника расте.
Етнички састав: По попису из 2021. године састав је следећи:
- Словаци - 93,8%,
- Чеси - 0,7%,
- остали.[6]

Верски састав: По попису из 2001. године састав је следећи:
- римокатолици - 70,3%,
- атеисти - 19,6%,
- лутерани - 1,3%,
- остали.